# Rosalinda
Rosalinda is een geslacht van neteldieren uit de familie van de Rosalindidae.

## Soorten
- Rosalinda incrustans (Kramp, 1947)
- Rosalinda marlina Watson, 1978
- Rosalinda naumovi Antsulevich & Stepanjants, 1985
- Rosalinda williami Totton, 1949